# Daniel Rezende
Daniel Rezende, né en 1969 à São Paulo, est un monteur brésilien.

## Biographie
Il a remporté le British Academy Film Award du meilleur montage et a été nommé à l'Oscar du meilleur montage pour La Cité de Dieu.

## Filmographie

### Monteur
- 2002 : La Cité de Dieu de Fernando Meirelles
- 2004 : Carnets de voyage de Walter Salles
- 2005 : Dark Water de Walter Salles
- 2006 : L'Année où mes parents sont partis en vacances de Cao Hamburger
- 2007 : Troupe d'élite de José Padilha
- 2007 : La Cité des Hommes de Paulo Morelli
- 2008 : Blindness de Fernando Meirelles
- 2010 : Troupe d'élite 2 de José Padilha
- 2011 : The Tree of Life de Terrence Malick
- 2014 : RoboCop de José Padilha
- 2018 : Otages à Entebbe (7 Days in Entebbe) de José Padilha

### Réalisateur
- 2008 : Blackout (court métrage) avec Wagner Moura
- 2017 : Bingo: O Rei das Manhãs